# Zawen Andriasjan
Zawen Andriasjan (ur. 11 marca 1989) – ormiański szachista, arcymistrz od 2007 roku.

## Kariera szachowa
Pierwszy start w mistrzostwach świata juniorów odnotował w roku 1998, startując w Oropesa del Mar w grupie do lat 10. W roku 2005 zwyciężył w turnieju B festiwalu Aerofłot Open w Moskwie (wspólnie z  Elmirem Gusejnowem) oraz w rozegranych w Hercegu Novim mistrzostwach Europy juniorów do 16 lat. Kolejne medale zdobył w roku 2006 - w Hercegu Novim został wicemistrzem Europy juniorów do 18 lat oraz osiągnął życiowy sukces, zdobywając w wieku 17 lat w Erywaniu tytuł mistrza świata juniorów do 20 lat. Sukces ten był całkowicie niespodziewany, gdyż na liście startowej, uszeregowanej według posiadanego rankingu szachowego, zajmował dopiero 29. lokatę i przed zawodami nie był traktowany jako kandydat do medalowego miejsca. Za zdobycie tego tytułu Międzynarodowa Federacja Szachowa nadała mu tytuł arcymistrza.
W 2007 r. podzielił I m. (wspólnie z Jan Niepomniaszczijem, Parimarjanem Negim i Raufem Mamedowem) w turnieju młodych gwiazd w Kiriszi, wystąpił również w turnieju o Puchar Świata, w I rundzie przegrywając z Aleksandrem Oniszczukiem. W 2008 r. podzielił II m. (za Tamazem Gelaszwilim, wspólnie z m.in. Emanuelem Bergiem) w Salonikach, a w 2009 r. podzielił III m. (za Tigranem Kotanjanem i Armanem Paszikjanem, wspólnie z Arturem Czibuchczjanem) w finale indywidualnych mistrzostw Armenii. W 2013 r. zdobył w Kazaniu srebrny medal letniej uniwersjady.
Najwyższy ranking w dotychczasowej karierze osiągnął 1 marca 2011 r., z wynikiem 2645 punktów zajmował wówczas 5. miejsce wśród gruzińskich szachistów.